# فاطمة المري
فاطمة غانم المري هي تربوية وسياسية إماراتية. كانت من أوائل النساء اللاتي دخلن المجلس الوطني الاتحادي في عام 2007.

## سيرة شخصية
عملت مدرسة، ثم أصبحت مديرة للمدرسة. وفي عام 2006 عينت مديراً تنفيذياً لمؤسسة التعليم المدرسي بدبي في هيئة المعرفة والتنمية البشرية. وبعد الانتخابات البرلمانية عام 2006، كانت واحدة من ثماني نساء تم تعيينهن في المجلس الوطني الاتحادي إلى جانب أمل القبيسي. وبقيت في البرلمان حتى عام 2011. وفي عام 2010 عُينت في مجلس أمناء جامعة حمدان بن محمد الإلكترونية، وفي عام 2015 أصبحت عضواً في مجلس إدارة كليات التقنية العليا.